# Mistharnophantia extensa
Mistharnophantia extensa är en insektsart som först beskrevs av Doering och Shepherd 1947.  Mistharnophantia extensa ingår i släktet Mistharnophantia och familjen Flatidae. Inga underarter finns listade i Catalogue of Life.